# ادی زک
ادوارد آدرین زاکاریان ( انگلیسی: Edward Adrian Zackarian؛ ۲۲ ژانویهٔ ۱۹۲۲ – ۹ ژانویهٔ ۲۰۰۲) موسیقی‌دان، خواننده-ترانه‌سرای سبک کانتری ارمنی‌تبار اهل ایالات متحده آمریکا بود. وی بین سال‌های ۱۹۳۸ تا ۲۰۰۰ مشغول به فعالیت بود.

## زندگی‌نامه
وی در ۲۲ ژانویهٔ ۱۹۲۲ در پراویدنس، رود آیلند به دنیا آمد . وی در ۹ ژانویهٔ ۲۰۰۲ در سن ۷۹ سالگی در پراویدنس درگذشت